# Ławrów (obwód lwowski)
Ławrów (ukr. Лаврів) – wieś w rejonie samborskim (wcześniej w rejonie starosamborskim) obwodu lwowskiego nad Leniną. Wieś liczy 433 mieszkańców. Podlega lenińskiej silskiej radzie.
W 1921 liczyła około 295 mieszkańców. W II Rzeczypospolitej miejscowość była siedzibą gminy wiejskiej Ławrów. W 1943 nacjonaliści ukraińscy z OUN-UPA zamordowali tutaj 8 Polaków, grabiąc i paląc ich gospodarstwa.

## Ważniejsze obiekty
- cerkiew św. Jana w Ławrowie – cerkiew greckokatolicka
- klasztor św. Onufrego w Ławrowie – klasztor bazylianów